# سيرينيتي أو إس
سيرينيتي أو إس (بالإنجليزية: SerenityOS)‏ هو نظام تشغيل حر ومفتوح المصدر تطوره باسيليسك ستوديوز وهو يعمل بشكل أساسي على الكمبيوترات الشخصية إكس 86. يتميز نظام سيرينيتي أو إس بتصميمه الذي يركز على البساطة والأداء العالي، كما يستخدم واجهة المستخدم الرسومية الخاصة به والتي تحمل الاسم «سيرينيتي»، والتي تشبه إلى حد كبير واجهات المستخدم القديمة في أنظمة التشغيل مثل ويندوز 95 وماكنتوش 7.
يتميز نظام سيرينيتي أو إس بوجود عدد كبير من التطبيقات المدمجة به، بما في ذلك متصفح ويب وعارض للملفات وتطبيقات الرسوم ومحرر نصوص وغيرها من التطبيقات المفيدة. كما يتميز النظام بأنه يدعم بعض التقنيات الحديثة مثل مكتبة الرسوميات المفتوحة وويب أسمبلي.